# Leyva Solano
Leyva Solano är en ort i Mexiko.   Den ligger i kommunen Guasave och delstaten Sinaloa, i den västra delen av landet, 1 200 km nordväst om huvudstaden Mexico City. Leyva Solano ligger 24 meter över havet och antalet invånare är 27 536.
Terrängen runt Leyva Solano är mycket platt. Runt Leyva Solano är det ganska tätbefolkat, med 100 invånare per kvadratkilometer. Närmaste större samhälle är Guasave, 19,9 km sydost om Leyva Solano. Trakten runt Leyva Solano består till största delen av jordbruksmark.